# Sega Superstars Tennis
Sega Superstars Tennis é um jogo de video game de tênis desenvolvido pela Sumo Digital e públicado pela Sega. o jogo foi lançado em 17 de março de 2008 na Europa, em 18 de março na América do Norte e em 27 de março na Austrália. O jogo inclui 16 personagens jogáveis e 10 quadras baseadas em franquias de jogos da Sega, incluindo Sonic the Hedgehog, Currien Mansion, Alex Kidd e Space Channel 5. 15 franquias da Sega estão representadas no jogo.

## Personagens Jogáveis
O jogo começa tendo como personagens jogáveis Sonic, Aiai, NiGHTS, Ulala, Beat, Amigo, Tails e Dr. Eggman sendo que os demais personagens são destrancados ao longo do jogo.
| Personagem           | Série                 |
| -------------------- | --------------------- |
| Sonic the Hedgehog   | Sonic the Hedgehog    |
| Dr. Eggman           | Sonic the Hedgehog    |
| Miles "Tails" Prower | Sonic the Hedgehog    |
| Amy Rose             | Sonic the Hedgehog    |
| Shadow the Hedgehog  | Sonic the Hedgehog    |
| AiAi                 | Super Monkey Ball     |
| MeeMee               | Super Monkey Ball     |
| NiGHTS               | NiGHTS into Dreams... |
| Reala                | NiGHTS into Dreams... |
| Ulala                | Space Channel 5       |
| Pudding              | Space Channel 5       |
| Beat                 | Jet Set Radio         |
| Gum                  | Jet Set Radio         |
| Amigo                | Samba de Amigo        |
| Gilius Thunderhead   | Golden Axe            |
| Alex Kidd            | Alex Kidd             |

## Jogos
- Sonic the Hedgehog
- Super Monkey Ball
- Samba de Amigo
- Jet Set Radio
- Space Channel 5
- Currien Mansion
- Puyo Pop Fever
- Golden Axe
- Nigths
- Space Harrier
- Out Run
- After Bunner
- Alex Kidd

## Diferenças de plataformas
As versões para PlayStation 3 e Xbox 360 ambas possuem jogabilidade online, a do Wii possui três esquemas de controles diferentes (Wii Remote, Wii Remote com Nunchuk ou o Classic Controller), e por fim a do DS há por optar entre o modo Tradicional ou pela Touch Screen.